# Haussimont
Haussimont é uma comuna francesa na região administrativa do Grande Leste, no departamento de Marne. Estende-se por uma área de 17.63 km², e possui 140 habitantes, segundo o censo de 2018, com uma densidade de 7.9 hab/km².